# Chris Payne Gilbert
Chris Payne Gilbert (geb. 1972) ist ein US-amerikanischer Schauspieler.

## Leben
Gilbert begann seine Karriere 1998 mit einer Episodenrolle in der Seifenoper Springfield Story. Im selben Jahr war er Synchronsprecher in der Knetanimation-Serie Celebrity Deathmatch, wo er die Rollen von Jesse Camp und Gary Oldman sprach. Seither war er in zahlreichen Fernsehserien zu sehen. Zwischen 2006 und 2009 spielte er die  Rolle des Todd in der Sitcom 10 Items or Less, von der 21 Folgen in drei Staffeln entstanden. Zu seinen weniger zahlreichen Spielfilmrollen zählt ein Auftritt als Larry in der Komödie Der Club der gebrochenen Herzen an der Seite von Timothy Olyphant.
Gilbert ist seit 2015 mit der Schauspielerin Lesley-Ann Brandt verheiratet.

## Filmografie (Auswahl)

### Film
- 1998: Saving Manhattan
- 1999: Bad Boy – Auf der Bühne des Lebens (Story of a Bad Boy)
- 2000: Der Club der gebrochenen Herzen (The Broken Hearts Club: A Romantic Comedy)

### Fernsehen
- 1998: Springfield Story (Guiding Light)
- 2000: Beverly Hills, 90210
- 2000: Charmed – Zauberhafte Hexen (Charmed)
- 2001: Law & Order
- 2002: CSI: Miami
- 2002: CSI: Vegas
- 2002: Friends
- 2003: The Shield – Gesetz der Gewalt (The Shield)
- 2006: Bones – Die Knochenjägerin (Bones)
- 2006: Gilmore Girls
- 2006: Navy CIS
- 2006–2009: 10 Items or Less
- 2007: Burn Notice
- 2007: CSI: NY
- 2007: Shark
- 2010: Dexter
- 2011: The Protector
- 2012: Criminal Minds
- 2012: Fairly Legal
- 2013: Mistresses
- 2014: Drop Dead Diva
- 2015: Suits
- 2023: Navy CIS: Hawaiʻi